# Gerrit Overdiep
Mr. dr. Gerrit Overdiep (Leysin (Zwitserland), 21 maart 1919 - Groningen, 12 januari 1998) was van 1975 tot 1986 president van de rechtbank Groningen.
Hij genoot daarnaast faam als geschiedschrijver en publiceerde diverse boeken over historische onderwerpen met betrekking tot Groningen en Drenthe. Overdiep was een van de initiators van de reconstructie van de vesting Bourtange en was betrokken bij de restauratie van de Allersmaborg. Hij zat jarenlang in het bestuur van het Groninger Museum. 
Overdiep was zoon van Gerrit Siebe Overdiep, hoogleraar Nederlandse taal- en letterkunde en algemene taalwetenschap aan de Rijksuniversiteit Groningen en Drents dialectoloog.

## Huis ter Hansouwe
Overdiep bewoonde en restaureerde het 15e-eeuwse Huis ter Hansouwe tussen Peize en Eelde.

## Zilveren Anjer
In 1980 kreeg Gerrit Overdiep de Zilveren Anjer uitgereikt.